# Podochilus obovatipetalus
Podochilus obovatipetalus är en orkidéart som beskrevs av Johannes Jacobus Smith. Podochilus obovatipetalus ingår i släktet Podochilus och familjen orkidéer. Inga underarter finns listade i Catalogue of Life.